# Люсьєн-Самір Улабіб
Люсьєн-Самір Улабіб (фр. Lucien-Samir Oulahbib, нар. 6 березня 1956, Аїн Ель Хаммам, Тізі Узу, Алжир) — французький соціолог, політолог, письменник, журналіст і викладач Університету Ліон 3 (2007-2019) та Університету Париж X (2005-2007), з 2020 викладає у Albert le Grand Institute. Спільно з Ізабель Сайлот є головним редактором філософського журналу Dogma.
Його праці присвячені сучасному французькому нігілізму, радикального ісламізму, антиамериканізму та антисемітизму. Наукові інтереси Люсьєна Улабіба варіюються від соціології, політичної філософії, філософії права, геополітики, міжнародних відносин, комунікації та інформаційної філософії до теології та нігілізму.

## Раннє життя
Люсьєн-Самір Улабіб народився у 1956 році на півночі Алжиру в сім'ї берберських християн. У 1956 році родина з новонародженою дитиною емігрувала до Франції, і у 1969 році отримала французьке громадянство. Батько був керівником будівельної компанії, а мати — вихователькою дитячого садка. Люсьєн є прихильником берберського руху, захищає берберське культурне коріння від арабського домінування, і багато його творів — саме на цю тему.

## Освіта
Л.-С. Улабіб здобув ступінь магістра соціології та економіки Паризького університету Нантер (1984) під керівництвом Жана Бодріярда; магістра поглиблених досліджень (1985) під керівництвом Жана Бехлера ( Париж IV Сорбонна ), Франсуа Бурра (Париж IV) та Алена Безансона (EHESS).
PhD в галузі історичної соціології (Париж IV Сорбонна, 1997). Докторська дисертація на тему «Вбивці людини: сучасний нігілізм у Франції» виконана під керівництвом професора Жана Бехлера. 2007 року здобув габілітацію для досліджень з політології ( Університет Ліон III). Дисертація «Оцінка форми політики в демократичну епоху», під керівництвом професора Жана Поля Жуберта.

## Кар'єра
Люсьєн Улабіб був радіоведучим на паризьких радіо, репортером і редактором журналів Sans Nom, Citizen K, Technikart; працював як незалежний журналіст у виданнях Esprit Critique, Dogma, Marianne таTumulte.
З 2000 року він викладає політологію, соціологію, морально-політичну філософію, геополітику, міжнародні відносини, комунікації, засоби масової інформації та аналіз громадської думки в університеті Жана Муліна Ліон 3. Наукові інтереси Люсьєна Улабіба простираються від соціології та політичної філософії до теології та нігілізму. Він приділяє багато уваги аналізу філософії французького нігілізму: Батейла, Бланхота, Фуко, Дерріда, Дельоза, Ліотарда, Бодрільярда, Бурдьє, яку він називає «антираціональним нігілізмом».
Великий вплив на формування поглядів Люсьєна Улабіба мав французький мислитель Жан Бодріяр, який був його науковим керівником і згодом став близьким другом. Люсьєн вважає, що книга «Споживче суспільство» Бодрільярда є одним із найґрунтовніших творів, що актуальні і сьогодні. З 2020 року Оулабіб веде семінар за темою: "Споживче суспільство Жана Бодріярда" у Le Collège Supérieur (Ліон).

## Публікації
- Ethique Et Épistémologie du Nihilisme: les Meurtriers du Sens. L'Harmattan. 2002, 399 p. (ISBN 2747529908)
- Le Nihilisme Français Contemporain Fondements Et Illustrations. L'Harmattan. 2003, 164 p. (ISBN 2747539121)
- La philosophie cannibale: la théorie du mensonge, de la mutilation, ou l'appropriation totalitaire chez Derrida, Deleuze, Foucault, Lyotard. La Table Ronde[en]. 2006, 218 p. (ISBN 2710327392)
- Méthode d'évaluation du développement humain. L'Harmattan. 2006, 176 p. (ISBN 2747595544)
- Le monde arabe existe-t-il ? : Histoire paradoxale des Berbères. Éditions de Paris, 2007, 214 p. (ISBN 2851622145)
- Actualité de Pierre Janet : En quoi est-il plus important que Freud pour les sciences morales et politiques. L'Harmattan. 2009, 268 p. (ISBN 2296083226)
- Le politiquement correct français: épistémologie d'une crypto-religion. L'Harmattan. 2012, 152 p. (ISBN 2296993168)

## Зовнішні посилання
- Офіційний сайт [Архівовано 25 січня 2021 у Wayback Machine.]
- Люсьєн-Samir Oulahbib в [Архівовано 7 квітня 2020 у Wayback Machine.] L'Harmattan
- Люсьєн-Самір Олахбіб [Архівовано 31 січня 2021 у Wayback Machine.] в університеті Ліон 3